# Race Owen
Race Owen (ur. 12 lipca 1975 w Columbii w Missouri) – amerykański aktor i producent filmowy.

## Wybrana filmografia

### Filmy
- 1999: Przejażdżka z diabłem (Ride with the Devil) jako Bushwacker
- 2000: Takedown jako 'T' Mitnick Tech
- 2005: The Catch jako Asystent Doktor Kim
- 2005: Połamania nóg! (Break a Leg) jako Reżyser 'Combustion'
- 2007: The Happiest Day of His Life jako Groomsbachelor
- 2008: The Disciple jako Pete
- 2010: Bare Knuckles jako Menadżer

### Seriale TV
- 1999: Jezioro marzeń (Dawson’s Creek) jako Dave Fachelli
- 2002: Kronika nie z tej ziemi (The Chronicle) jako Bike Guy
- 2006: Passions jako Gary
- 2006: Uśpiona komórka (Sleeper Cell) jako Jeff
- 2007: Amerykańska dziedziczka (American Heiress) jako Damian Wakefield
- 2007: Drake i Josh (Drake & Josh) jako Owen / Mixer